# Copa Real Federación Española de Fútbol 1951-52
La Copa Real Federación Española de Fútbol 1951-52 es la 5.ª edición (época antigua) de dicha competición española. Esta competición se jugó de 1951 al 1952, fecha en la que el Real Jaén se proclamó, por primera vez, campeón de esta competición.

## Equipos clasificados
Los siguientes equipos participaron en la Copa RFEF en la temporada 1951-52:
9 equipos de Segunda División:
- Hércules C. F.
- U. D. Huesca
- Levante U. D.
- Real Mallorca
- Real Murcia

| - U. D. Orensana - C. A. Osasuna - Plus Ultra - U. D. Salamanca |

10 equipos de Tercera División:
| - Atlético Almería - Real Avilés - Burgos C. F. - C. P. Cacereño - S. D. Eibar | - Real Jaén - C. P. La Felguera - Orihuela C. F. - C. D. Tortosa - Villena C. F. |

## 1.ª Ronda
| Equipo 1       | Agr.      | Equipo 2        | Ida | Vuelta |
| -------------- | --------- | --------------- | --- | ------ |
| C. D. Tortosa  | sin datos | U. D. Huesca    | –   | –      |
| Orihuela C. F. | 3–4       | Real Murcia     | 3–1 | 0–3    |
| C. P. Cacereño | 2–4       | U. D. Salamanca | 0–1 | 2–3    |

## Octavos de final
| Equipo 1        | Agr. | Equipo 2          | Ida | Vuelta |
| --------------- | ---- | ----------------- | --- | ------ |
| C. D. Tortosa   | 8–6  | Real Mallorca     | 6–4 | 2–2    |
| U. D. Orensana  | 6–2  | C. P. La Felguera | 4–1 | 2–1    |
| Burgos C. F.    | 2–0  | Real Avilés       | 2-2 | 2–0    |
| S. D. Eibar     | 2–3  | C. A. Osasuna     | 2–0 | 0–3    |
| Villena C. F.   | 7–2  | Levante U. D.     | 6–1 | 1–1    |
| Real Murcia     | 6–2  | Atlético Almería  | 5–0 | 1–2    |
| Plus Ultra      | 1–4  | Hércules C. F.    | 0–1 | 1–3    |
| U. D. Salamanca | 1–5  | Real Jaén         | 1–2 | 0–3    |

## Cuartos de final
| Equipo 1       | Agr. | Equipo 2       | Ida | Vuelta |
| -------------- | ---- | -------------- | --- | ------ |
| C. A. Osasuna  | 3–4  | C. D Tortosa   | 3–2 | 0–2    |
| U. D. Orensana | 3–2  | Burgos C. F.   | 2–2 | 1–0    |
| Villena        | 5–6  | Real Murcia    | 4–1 | 1–5    |
| Real Jaén      | 3–0  | Hércules C. F. | 2–0 | 1–0    |

## Semifinal
| Equipo 1       | Agr. | Equipo 2      | Ida | Vuelta |
| -------------- | ---- | ------------- | --- | ------ |
| U. D. Orensana | 5–3  | C. D. Tortosa | 5–1 | 0–2    |
| Real Murcia    | 0–7  | Real Jaén     | 0–3 | 0–4    |

## Final
| Equipo 1  | Resultado | Equipo 2       |
| --------- | --------- | -------------- |
| Real Jaén | 3–1       | U. D. Orensana |

## Campeón
|                 |
| Campeón         |
|                 |
| Real Jaén C. F. |
|                 |
| 1.º título      |